# Dalheim (Lichtenau)
Dalheim is een plaats in de Duitse gemeente Lichtenau (Westfalen), deelstaat Noordrijn-Westfalen, en telt 188 inwoners (2015).

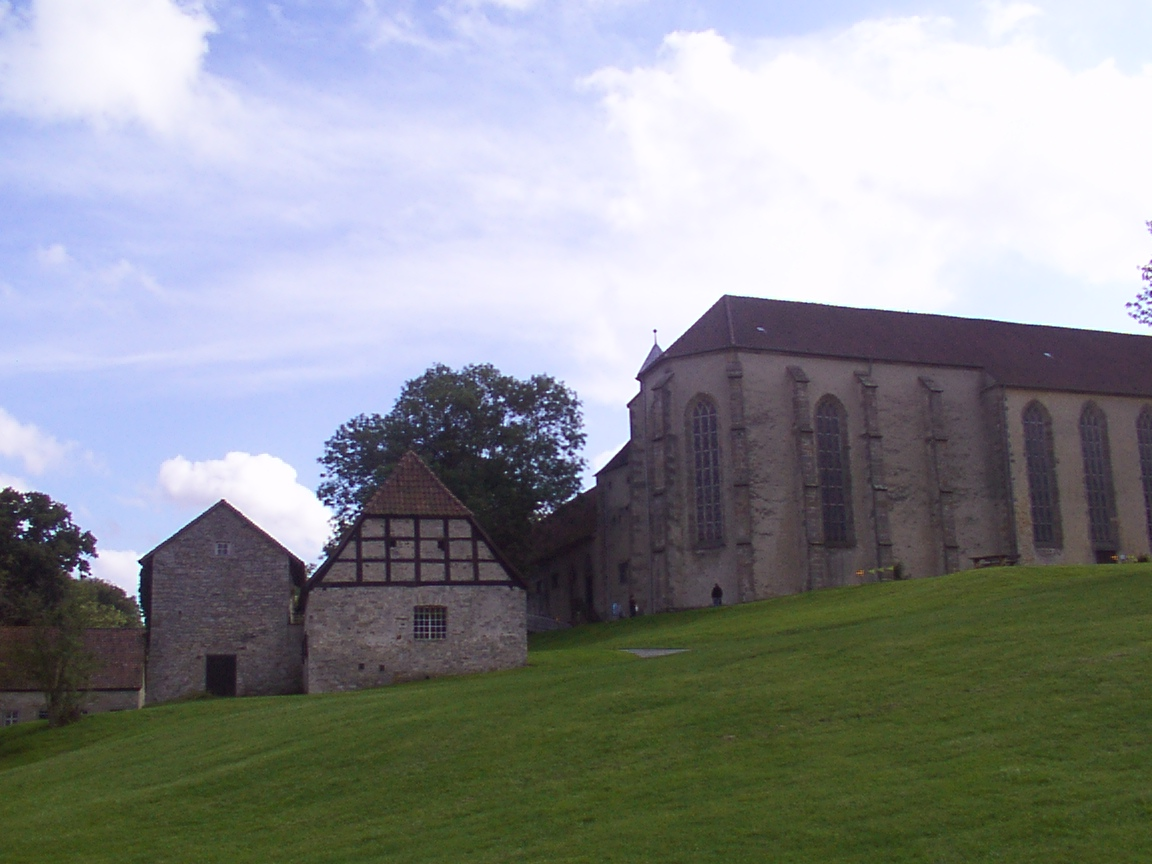
Klooster